# Принципы Валлетты (2011)
«Принципы Валлетты»- документ по сохранению и управлению историческими городами и урбанизированными территориями, принят 17-й Генеральной Ассамблеей ИКОМОС (Международный совет по сохранению памятников и достопримечательных мест) 28 ноября 2011 году.

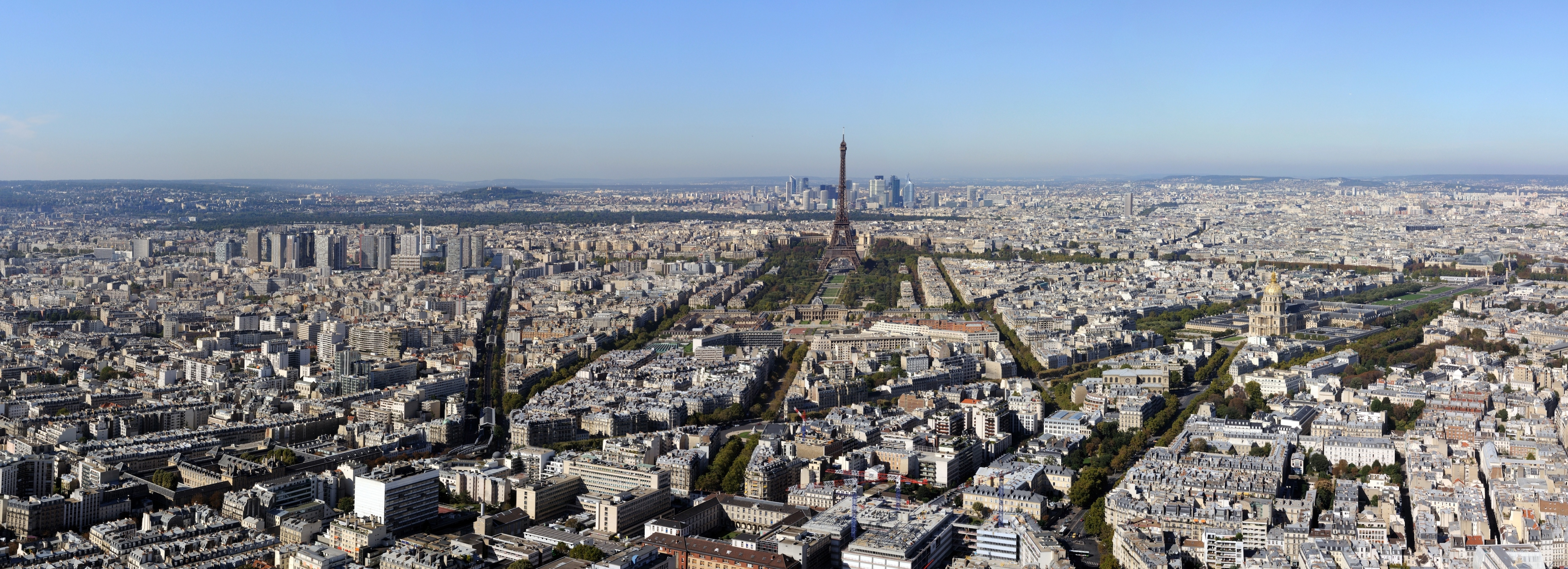
Панорама Парижа в качестве примера частичного использования Принципов Валлетты

«Принципы Валлетты» разработаны в течение нескольких лет членами CIVVIH (Комитета по историческим городам и сельским поселениям ИКОМОС). Документ принят на сессии в городе Валлетте, откуда и получили своё название.

## Основные цели и задачи
Основная цель «Принципов Валлетты» является предложить принципы и стратегии, применимые
к каждому вмешательству в исторические города и урбанизированные территории, а также эти
принципы и стратегии предназначены для охраны ценностей исторических городов и их
окружения, а также их интеграции в современную социальную, культурную и экономическую
жизнь.
«Принципы Валлетты» направлены на то, чтобы власти и архитектурное сообщество относились с уважением к истории, понимая её приоритетное значение в консолидации местных сообществ, которым грозит утрата их исторических корней в современном глобальном мире. Они не против современной архитектуры.
Задачи, поставленные на проходивших раньше конференциях, совещаниях, меморандумов посвященных сохранению исторических ландшафтов и городов решаются в документе «Принципы Валлетты».

## Основы и изменения
«Принципы Валетты» основаны на Вашингтонской хартии(1987) и Рекомендации Найроби(1976) с изменением в связи эволюции в определениях и методологии, касающихся охраны и управления историческими городами и урбанизированными территориями. В документе содержится часть содержимого Вашингтонской партии и Рекомендаций Найроби. В «Принципах Валлетты» заново определены задачи, позиции и инструменты.
В отличие от предыдущих документов, в «Принципах Валлетты» более углубленно понимание проблем исторического наследия в региональном масштабе, а не только ограниченного урбанизированными территориями, нематериальных ценностей, таких как целостность и идентичность, а также традиционного природопользования, роли общественных пространств в социальных взаимоотношениях, а также других социально-экономических факторов, таких как интеграция и факторы окружающей среды.
В «Принципах Валлетты» вопросы, касающиеся роли ландшафта как основы взаимопонимания, или осмысления городского пейзажа, включая его топографию и очертания небесной линии (силуэт), в целом представляются более важными, чем раньше. Другое важное изменение, особенно для быстро растущих городов, выражается в повышенном внимании к проблемам крупномасштабного развития, меняющего традиционное распределение архитектурных объемов в пространстве, что определяет историческую городскую морфологию.

## Содержимое
«Принципы Валлетты» содержат в себе преамбулу и четыре части:
1 - Определения
2 - Аспекты перемен (Вызовы)
3 - Критерии воздействия
4 - Предложения и стратегии
В свою очередь части делятся на пункты, которые подробно описывает каждое значение.

## Противники
«Принципы Валлетты» имеет ряд противников, которые недовольны тем, что строительство в городе возможно только при соблюдении этого документа.  Особенно, когда строительство нужных зданий и их использование могли принести им существенную прибыль.